# 平谷庄至
平谷 庄至（ひらや しょうじ、1965年10月22日 - ）は、日本のドラマー。北海道札幌市出身。
KEMURIの元ドラマー。「SFN」、「Ayumo&KYC」、「Happy Aliens」を結成。

## 経歴
AMラジオから聞こえた70年代サウンドが音楽への入り口
ABBAにハマり、そしてYMOに衝撃を受ける。
1981年、15歳でドラムを始める。
17歳でオリジナル曲を演奏する魑魅魍魎を結成。
大学入学後も、精力的にオリジナルバンドに参加。

1986年
高橋諭一のCBSソニーオーディションのサポートをきっかけに325(のちのHan-na)に加入。
1989年　Han-na シングル『暗くなるまで待って』でビクターインビテーションレーベルからデビュー。
1990年　Han-na アルバム『暗くなるまで待って』発売
1990年　Han-na シングル『Melody』発売
1991年　Han-na ミニアルバム『Mama』発売
1991年　Han-na解散
1992年　ハーフトーンミュージックと契約、スタジオミュージシャンとして、上田現、Mondayみちる、辻仁成、Ingry’s、松雪泰子、Beleeveなどのサポート活動を行う。
1996年　KEMURI加入
1997年　初アメリカツアー
1998年　全米41箇所ツアー
1999年　フランスツアー
2007年　KEMURI解散
2008年　SFN結成
2009年　Ayumo&KYC結成
2012年　KEMURI再結成

## ディスコグラフィー

### シングル
- KEMURI 1st 1998年4月21日 along the Longest way…
- KEMURI 2nd 1998年10月21日 PMA
- KEMURI 3rd 2000年7月26日 Kirisame
- KEMURI 4th 2000年11月1日 in the perfect silence
- KEMURI 5th 2001年9月21日 five o'clock at night
- KEMURI 6th 2003年7月23日 葉月の海

### アルバム
- KEMURI 1st 1997年6月21日 Little Playmate
- KEMURI 2nd 1998年9月23日 77 Days
- KEMURI ライブALBUM 2000年3月23日 “旅【tabi】”
- KEMURI 3rd 2000年9月6日 千嘉千涙(senka-senrui)
- KEMURI 4th 2001年10月3日 emotivation
- KEMURI ベスト 2002年10月23日 KEMURI
- KEMURI ベスト 2003年11月21日 Single Complete
- KEMURI ライブ 2004年1月14日 Live Typhoon KEMURI TOUR 2003 “TYPHOON”2003.9.20 LIVE at CLUB CITTA'
- KEMURI 5th 2004年9月22日 CIRCLES
- KEMURI 6th 2005年9月21日 waiting for the rain
- KEMURI 7th 2005年10月19日 PRINCIPLE
- KEMURI 8th 2007年5月23日 our PMA
- KEMURI セルフカヴァー 2007年9月26日 BLASTIN'!
- KEMURI ライブ 2008年3月5日 ALIVE Live Tracks from The Last Tour“our PMA 1995~2007”
- KEMURI 9th 2013年6月5日 ALL FOR THIS!
- KEMURI カヴァー 2014年3月5日 KEMURIFIED
- KEMURI 10th 2014年10月8日 RAMPANT
- KEMURI オールタイムベスト 2015年6月17日 SKA BRAVO
- KEMURI 11th 2015年7月15日 F
- KEMURI 12th 2017年3月1日 FREEDOMOSH
- KEMURI 13th 2018年2月7日 【Ko-Ou-Doku-Mai】